# كارولي بيزديك
كارولي بيزديك (بالإنجليزية: Károly Bezdek)‏ (من مواليد 28 مايو 1955 في بودابست، المجر)، هو عالم الرياضيات الهنغاري الكندي. وهو أستاذ ورئيس كرسي أبحاث الرياضيات في كندا ومدير مركز الهندسة الحاسوبية والمتقطعة في جامعة كالغاري في كالغاري، ألبرتا، كندا. كما أنه أستاذ (في إجازة) الرياضيات في جامعة بانونيا في فيسبرم، المجر. تتمثل اهتماماته البحثية الرئيسية في الهندسة على وجه الخصوص، في الهندسة التوافقية والحسابية والمحدبة والمنفصلة. قام بتأليف كتابين وأكثر من 120 ورقة بحثية. وهو رئيس تحرير مؤسس لمجلة المساهمات الإلكترونية في الرياضيات المنفصلة (CDM).

## النشأة والعائلة
ولد كارولي بيزديك في بودابست، المجر، لكنه نشأ في دونايفاروس، المجر. والديه كارولي بيزديك الأب (مهندس ميكانيكي) وماجدولنا تسيري. شقيقه أندراس بيزديك هو أيضًا عالم رياضيات. سجل كارولي وشقيقه المستوى الأعلى في العديد من مسابقات الرياضيات والفيزياء لطلاب المدارس الثانوية والجامعات في المجر. تشمل قائمة جوائز كارولي الفوز بالجائزة الأولى في الرياضيات التقليدية KöMal (الرياضيات المجرية). مسابقة مجلة لطلاب المدارس الثانوية في العام الدراسي 1972-1973، وكذلك الفوز بالجائزة الأولى لنتائج البحوث المقدمة في المؤتمر الوطني للعلوم لطلاب المرحلة الجامعية المجرية (TDK) في عام 1978 التحق كارولي بجامعة Eötvös Loránd في المجر، وأكمل دبلومه في الرياضيات عام 1978. وهو متزوج من لإيفا بيزديك، ولديه ثلاثة أبناء: دانيال، ماتي، ومارك.

## مهنة
تلقى كارولي بيزديك شهادة الدكتوراه (1980) وكذلك درجة التأهيل (1997) في الرياضيات من جامعة Etvös Loránd ، في بودابست، هنغاريا وشهادة مرشح العلوم الرياضية (1985) وكذلك درجة الدكتوراه في العلوم الرياضية (1995) من الأكاديمية المجرية لل علوم. لقد كان عضوًا في هيئة التدريس بقسم الهندسة في جامعة Eötvös Loránd في بودابست منذ عام 1978. على وجه الخصوص، كان رئيسًا لهذا القسم بين عامي 1999 و 2006 وأستاذًا كاملاً بين عامي 1998-2012. خلال الفترة 1978-2003، بينما كان في عدد من الإجازات الخاصة من جامعة Eötvös Loránd ، شغل العديد من المناصب الزائرة في مؤسسات الأبحاث في كندا وألمانيا وهولندا والولايات المتحدة. وشمل ذلك فترة حوالي 7 سنوات في قسم الرياضيات في جامعة كورنيل في إيثاكا، نيويورك. بين 1998-2001 تم تعيين Bezdek أستاذاً للغة التشيشية للرياضيات في جامعة Eötvös Loránd ، في بودابست، المجر. من عام 2003، كرولي بيزديك هو كرسي الأبحاث الكندي للهندسة الحاسوبية والمتقطعة في قسم الرياضيات والإحصاء بجامعة كالجاري ومدير مركز الهندسة الحاسوبية المنفصلة بجامعة كالجاري. بين عامي 2006-2010، كان Bezdek عضوًا مشاركًا في معهد Alfréd Rényi للرياضيات في بودابست، المجر. من عام 2010، أصبح بيزديك أستاذًا كاملًا (في إجازة) في قسم الرياضيات بجامعة بانونيا في فيسبرم، المجر. بين تموز (يوليو) -كانون الأول (ديسمبر) 2011، كان بيزديك رئيسًا مشاركًا للبرنامج للبرنامج المواضيعي لمدة 6 أشهر حول الهندسة المنفصلة وتطبيقاته في معهد الحقول في تورنتو، أونتاريو، كندا. كما أنه واحد من ثلاثة رؤساء تحرير مؤسسين للمجلة الإلكترونية المجانية التي يراجعها النظراء «مساهمات في الرياضيات المنفصلة».

## اهتمامات بحثية ونتائج ملحوظة
تتمثل اهتماماته البحثية في الهندسة التوافقية والحسابية والمحدبة والمنفصلة، بما في ذلك بعض جوانب التحليل الهندسي والصلابة والتحسين. وهو مؤلف لأكثر من 120 ورقة بحثية وكتب دراستين بحثيتين. على وجه الخصوص، معروف بحل المشكلات التالية في الهندسة:
- دليل على تخمين Goodman-Goodman (1945) للأجسام المحدبة المتناظرة مركزيًا في الإقليدية d -space for d   >   1 ومثال مضاد لها بالنسبة للهيئات المحدبة بشكل عام (عمل مشترك مع Zsolt Lángi ، جامعة بودابست للتكنولوجيا والاقتصاد)؛ نشرت في K. Bezdek و Zs. Lángi ، على العائلات غير القابلة للفصل ذات الأجسام التماثلية المحدبة الإيجابية، الهندسة المنفصلة والحاسبية 56/3 (2016)، 802-813.[4]
- ودليل على Boltyanski - Hadwiger التخمين (1960) عن التقاطعات واسعة من الكرات متطابقة (وتسمى أيضا المغزل الدهون الهيئات محدبة) في الأماكن الإقليدية ذات أبعاد أكبر من أو تساوي 15؛ نُشرت في K. Bezdek ، أجسام المغزل المضيئة المضاءة وتقلل من حجم المجموعات الكروية ذات العرض الثابت، الهندسة المنفصلة والحاسبية 47/2 (2012)، 275-287.[5]
- توصيف التغاير من أقصر مسارات لعبة البلياردو في الهيئات محدبة من الإقليدية د -space لد   >   1 (العمل المشترك مع دانييل بيزديك)؛ نشرت في D. Bezdek و K. Bezdek ، أقصر مسارات البلياردو، Geometriae Dedicata 141/1 (2009)، 197-206.[6]
- والدليل على حدود ضيقة للمؤشر قمة الرأس من (وحدة) الكرات في المساحات normed دعم النهج الكمي إلى Boltyanski - Hadwiger التخمين (عمل مشترك مع الكسندر Litvak، جامعة ألبرتا)؛ نُشر في K. Bezdek و AE Litvak ، على مؤشر قمة الرأس للهيئات المحدبة، التقدم في الرياضيات 215/2 (2007)، 626–641.[7]
- ودليل على Kneser -Poulsen التخمين (1955) لنصفي الكرة الأرضية في كروية د -space للجميع د   >   1 (العمل المشترك مع روبرت كونيلي، جامعة كورنيل)؛ نُشرت في K. Bezdek و R. Connelly ، The Kneser-Poulsen conjecture for polytopes spherical، Discrete and Computational Geometry 32 (2004)، 101–106.[8]
- ودليل على Kneser -Poulsen التخمين (1955) في الطائرة الإقليدية (عمل مشترك مع روبرت كونيلي، جامعة كورنيل)؛ نُشر في K. Bezdek و R. Connelly، Pushing discks - The Kneser-Poulsen التخمين في الطائرة، Journal für die reine und angewandte Mathematik 553 (2002)، 221–236.[9]
- شكل أقوى من يما روجرز وتطبيقه على مشكلة تقليل مساحة سطح خلايا فورونوي في عبوات الكرة الوحدة؛ تم نشره في K. Bezdek ، تحسين الحد الأعلى لروجرز لكثافة العبوات الكروية للوحدة عبر تقدير المساحة السطحية لخلايا فورونوي من أسفل في الفضاء الإقليدي d -all d   >   7، الهندسة المنفصلة والحاسبية 28 (2002)، 75-106 [10] وفي ك. بيزديك، على شكل أقوى من يما روجرز والحد الأدنى من مساحة سطح خلايا فورونوي في عبوات كرات الوحدة، Journal für die reine und angewandte Mathematik 518 (2000)، 131-143.[11]
- حل لمشكلة البطاطس المقلية لجون هورتون كونواي (عمل مشترك مع أندراس بيزديك، جامعة أوبورن)؛ تم نشره في أ. بيزديك وك. بيزديك، حل لمشكلة البطاطس المقلية لدى كونواي، نشرة جمعية لندن الرياضية 27 (1995)، 492–496.[12]
- ودليل على Boltyanski - Hadwiger التخمين (1960) لمتعددات محدب مع التماثل في الإقليدية 3 -space. نُشر في K. Bezdek ، مشكلة إضاءة حدود جسم محدب بواسطة مسافات فرعية متقاربة، Mathematika 38 (1991)، 362-375.[13]
- دليل على تخمين تغليف القرص الزائدي László Fejes Tóth ؛ نشرت في K. Bezdek ، Ausfüllung eines Kreises durch kongruente Kreise in der hyperbolischen Ebene، Studia Scientiarum Mathematicarum Hungarica 17 (1982)، 353–366.[14]

## كتب
تتمحور أبحاثه حول «الموضوعات الكلاسيكية في الهندسة المنفصلة»، كتب CMS في الرياضيات، سبرينغر، نيويورك، 2010 و «محاضرات حول ترتيبات المجال - الجانب الهندسي المنفصل»، الدراسات الميدانية لمعهد الحقول، سبرينغر، نيويورك، 2013 في مركز البحث. النتائج المذكورة أعلاه وتؤدي القارئ إلى حدود الهندسة المنفصلة. إن وقائع المؤتمر «الهندسة المنفصلة والأمثلية»، معهد فيلدز للاتصالات، سبرينغر، نيويورك، 2013، الذي تم تحريره بالاشتراك معه، أنطوان ديزا (جامعة ماكماستر) و Yinyu Ye (جامعة ستانفورد) تعكس وتحفز التفاعل المثمر بين الهندسة المنفصلة والتحسين.

## يكرم الأكاديمية
19 يونيو 2015: 2015 جائزة لاسلو فيغيه توث (الهنغارية: Fejes Tóth László-díj) 

## روابط خارجية
- ك. بيزديك - جامعة كالجاري - الموقع الإلكتروني: * http://contacts.ucalgary.ca/info/math/profiles/101-152921
- K. Bezdek - كرسي أبحاث كندا - الموقع الإلكتروني: * http://www.chairs-chaires.gc.ca/chairholders-titulaires/profile-eng.aspx؟profileId=267
- مركز الهندسة الحاسوبية والمنفصلة - الموقع الإلكتروني: * http://math.ucalgary.ca/ccdg/ نسخة محفوظة 16 مارس 2020 على موقع واي باك مشين.